# 荷里路德

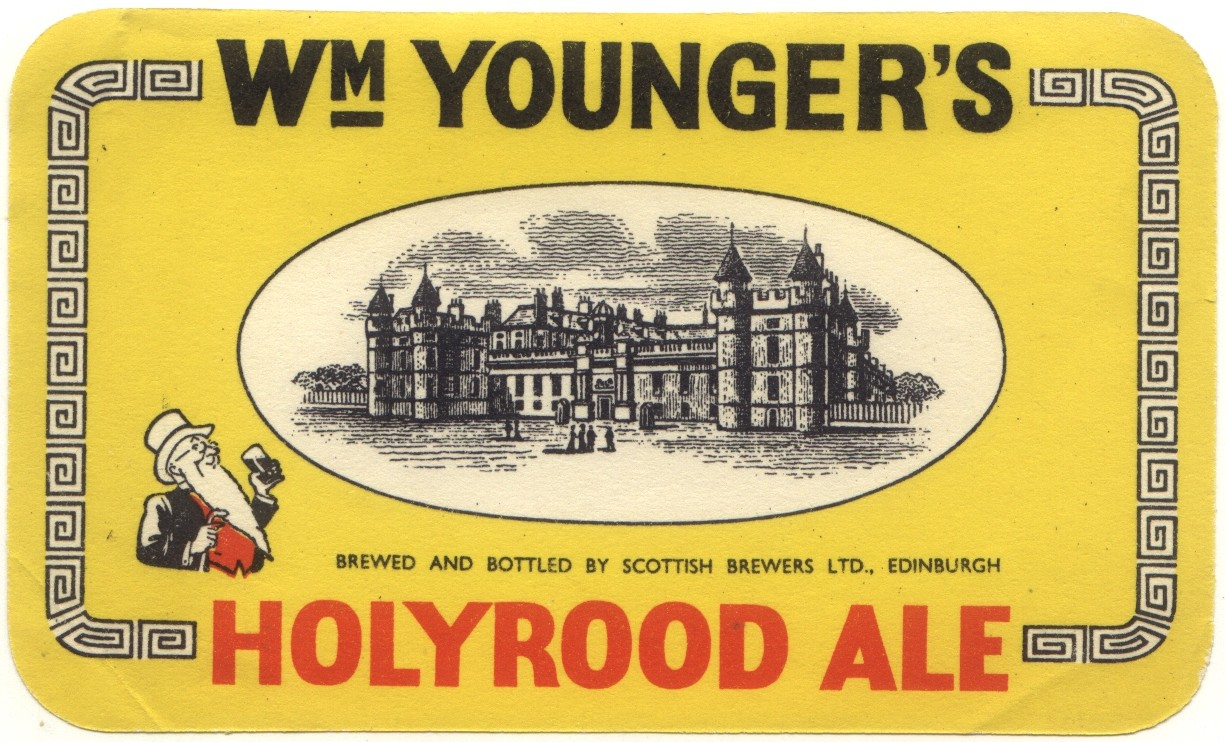
釀酒業在19及20世紀曾經是這裡的主要工業

荷里路德（英語：Holyrood）是蘇格蘭首都愛丁堡的一個地區，位於愛丁堡市中心東側，皇家一英里的終點。
荷里路德地名源自荷里路德修道院，曾是圣鲁德教堂的一部份。蘇格蘭議會大樓、荷里路德修道院、動力地球、荷里路德公園和荷里路德宮均位於這裡。

## 外部連結
- Google Maps (showing Holyrood) （页面存档备份，存于）
- The Scottish Parliament （页面存档备份，存于）
- Royal Parks
- Our Dynamic Earth （页面存档备份，存于）